# Tom Dillmann
Tom Dillmann (Mulhouse, 6 aprile 1989) è un pilota automobilistico francese, in monoposto ha vinto la Formula 3 tedesca nel 2010 e la Formula V8 3.5 nel 2016. Inoltre, ha corso in Formula E dal 2017 al 2019.
Passato alle Endurance, ha disputato tre volte la 24 Ore di Le Mans, nel 2022 ha vinto la Le Mans Cup, mentre del 2024 ha vinto il Campionato IMSA WeatherTech SportsCar nella classe LMP2. 

## Carriera

### Kart
Figlio dell'ex pilota, meccanico e team manager Gerard Dillmann, Tom iniziò la sua carriera vincendo il campionato si soap box dell'Alsazia nel 1999. Corse con i kart dal 2000 al 2002 nelle categorie Junior e vinse un titolo regionale, arrivando anche 4º nel campionato nazionale. Nel 2003, Dillmann provò un prototipo costruito dal padre. Guidò la macchina, spinta dal motore di una moto, in circuito e sul ghiaccio.

### Formula Renault

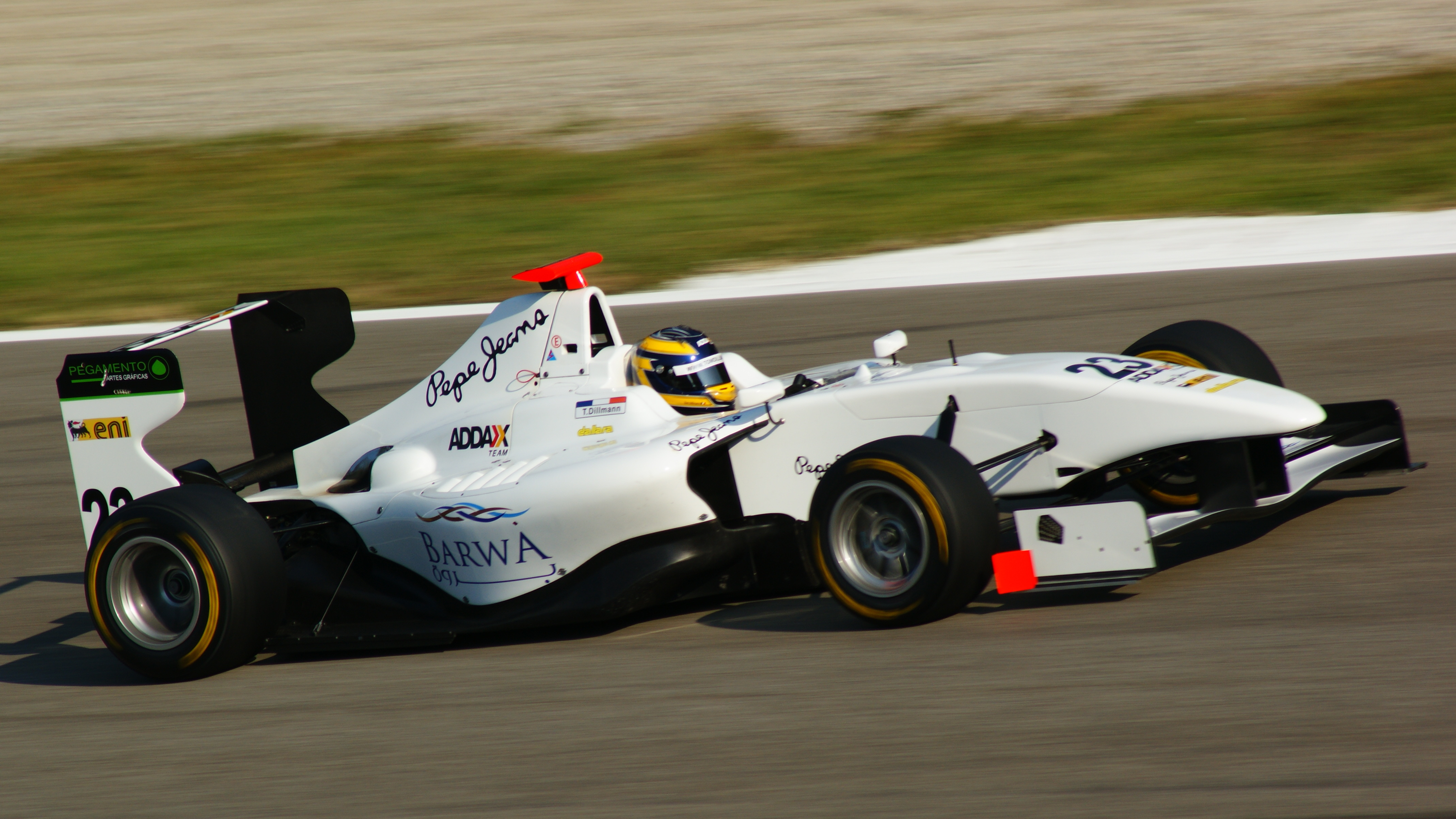
Tom Dillmann nel 2011

Nel 2004, Dillmann entrò nella Formula Renault 1.6 belga con il team della sua famiglia. Concluse 5º con tre podi, tra i quali una vittoria a Spa-Francorchamps. Partecipò anche ad alcune gare della Formula Renault Monza e al campionato spagnolo di Formula Junior 1.6, ottenendo un podio in quest'ultima. Dillmann si spostò alla Formula Renault Eurocup nel 2005, membro del team Prema Powerteam insieme a Kamui Kobayashi e Patrick Rocha. Dillmann partecipò alle prime tre corse con la Prema, prima di cambiare e accasarsi alla Cram Competition per le due gare successive. Non essendo riuscito ad ottenere punti a quel punto, Dillmann decise di ritirarsi dalla competizione per mancanza di esperienza. Partecipò anche a tre eventi della Formula Renault 2.0 francese nel 2005, ma nemmeno qui riuscì ad ottenere punti.
Tornò alla serie europea all'inizio della stagione 2006, di nuovo parte di un team con tre piloti, stavolta la SG Formula, insieme a Sten Pentus e Carlo van Dam. Oltre a questa categoria, Dillmann partecipò anche alla Formula Renault 2.0 francese. Nell'Eurocup, Dillmann raggiunse il suo primo podio alla terza gara della stagione, giungendo secondo dietro a Dani Clos a Misano. Aggiunse altri due secondi posti nel week-end finale a Barcellona, concludendo dietro a colui che sarebbe diventato il campione della serie, Filipe Albuquerque, in entrambe le occasioni. Dillmann finì 8º nel campionato. In quello francese arrivò 10º dopo aver ottenuto due vittorie consecutive al termine della stagione a Le Mans e a Magny-Cours.

### Formula 3 Euro Series
Prima della stagione 2007, Dillmann divenne membro del Red Bull Junior Team, insieme al pilota francese Jean-Karl Vernay. Con il supporto finanziario della Red Bull, Dillmann entrò nella Formula 3 Euro Series con la ASM per il 2007, aggiungendosi a Romain Grosjean, Nico Hülkenberg e Kamui Kobayashi in squadra. Dillmann mancò alla gara iniziale dell'anno dopo ebbe un incidente e riportò la rottura dello sterno e di una vertebra, ma concluse il campionato al 9º posto dopo tre piazzamenti a podio. Nella stagione seguente, Dillmann divenne il rookie della Svizzera in A1 Grand Prix; fu membro del team a Taupo, Nuova Zelanda e a Eastern Creek, in Australia.
Nel 2008 oltre ad essere pilota di riserva nella A1 Grand Prix. rimane in Euro Series passando al team SG Formula. Visto i risultati deludenti nelle prime sei gare Dillmann perde il posto nel team e nel Red Bull Junior Team. Nel 2009 rientra nel Euro Series part-time, a metà stagione corre con HBR Motorsport per due round e con Prema nel ultimo round. Inoltre partecipa a sei gare della F3 tedesca dove vince ber tre gare.
Nel 2010 partecipa a tempo pieno nella F3 tedesca con il team HS Technik Team. Dillmann vince sei gare ed ottiene la vittoria del campionato davanti a Daniel Abt e Kevin Magnussen. Nello stesso anno partecipa anche a diverse gare della Formula 3 italiana.

### GP3 Series
Nel marzo 2011, Dillmann si unì al team Carlin per la GP3 Series 2011, affiancando Conor Daly e Leonardo Cordeiro. Alla prima gara della stagione a Istanbul, Dillmann si qualificò in pole position. Tom fu autore di una partenza poco incisiva, ma alla fine concluse la corsa al 3º posto. Tuttavia, successivamente all'evento, Dillmann fu appiedato dal team; a metà stagione, durante i test all'Hungaroring, Dillmann provò per la Addax e successivamente firmò per quel team, e rimase con la squadra per il terzo round della stagione, a Valencia. Dillmann conclulse a punti i tre successivi week-end - al Nürburgring, l'Hungaroring e Spa-Francorchamps - e finì la stagione al 14º posto del campionato piloti.

### GP2 Series

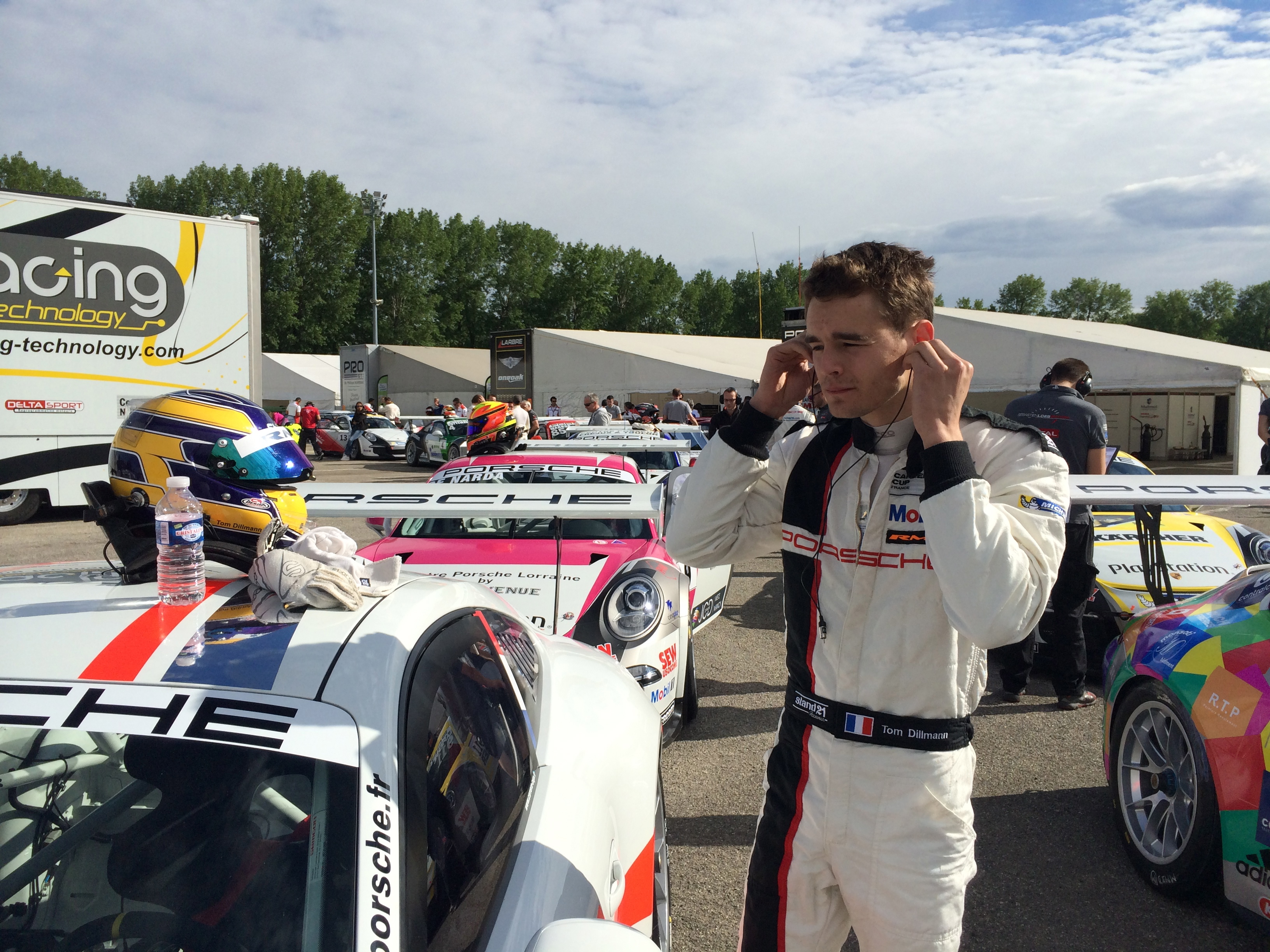
Tom Dillmann durante una gara di Porsche Supercup.

Successivamente alla fine della stagione 2011 di GP3, Dillman provò un'iSport International di GP2, durante i test di fine stagione a Jerez e Barcellona. Le sue performance nei test gli permisero di unirsi al team per le Finali GP2, tenutesi a Yas Marina, di contorno al Gran Premio di Abu Dhabi di Formula 1. I suoi risultati furono secondi a solo a James Calado e fruttarono a Dillmann 10000 € da Pirelli, gommista della serie. Dopo aver provato con la Ocean e con la Rapax durante i test prestagionali, Dillmann firmò per la Rapax per l'apertura della stagione a Sepang. Ottenne la sua prima vittoria in GP2 nella gara sprint in Bahrain. Dopo non essere riuscito a conquistare punti nelle sei gare successive, fu appiedato per il round di Circuito di Silverstone a favore di Daniël de Jong, che in precedenza si era già appropriato del sedile del suo compagno, Ricardo Teixeira. Tornò a correre a Hockenheim, la gara successiva, anche perché de Jong dovette correre nell'evento brasiliano dell'Auto GP, ma poi perse nuovamente il posto nella corsa successiva, all'Hungaroring, a causa di problemi finanziari. Concluse la stagione 15º, la posizione più alta raggiunta da un pilota che non ha completato la stagione.

### Formula E

#### Venturi (2016-2018)
Nel 2017 viene chiamato dal Team Venturi per sostituire Maro Engel nell'E-Prix di Parigi ed ottiene un buon 8º posto. Dalla gara seguente, a Berlino, Sarrazin migra alla Techeetah dando così a Dillmann la possibilità di proseguire la stagione. Nella seconda gara di New York giunge settimo, ottenendo il suo miglior risultato stagionale. A fine stagione è 19º, con 12 punti conquistati.
Nella stagione successiva disputa tre gare nel finale della stagione, sempre con il Team Venturi ottenendo il suo miglior risultato nella serie: un quarto posto all'E-Prix di New York.

#### NIO (2018-2019)
Per la stagione 2018-2019 torna a tempo pieno nella categoria, ingaggiato dal team NIO. Non riesce ad ottenere punti, infatti ottiene come miglior risultato due dodicesimi posti (Hong Kong e Sanya).Inoltre si ritira in tre gare: Santiago (problemi al motore),Parigi (incidente) e New York (incidente) (nella gara 1 di Sabato).

#### Jaguar (2020-presente)
Per la stagione 2020-2021 Dillmann diventa pilota di riserva del team Jaguar Racing. La stagione seguente viene confermato dal team, sempre nel ruolo di riserva e pilota al simulatore insieme a Norman Nato. Per il 2023 rimane come test e pilota di riserva del team britannico insieme a Joel Eriksson.

### Mondiale Endurance

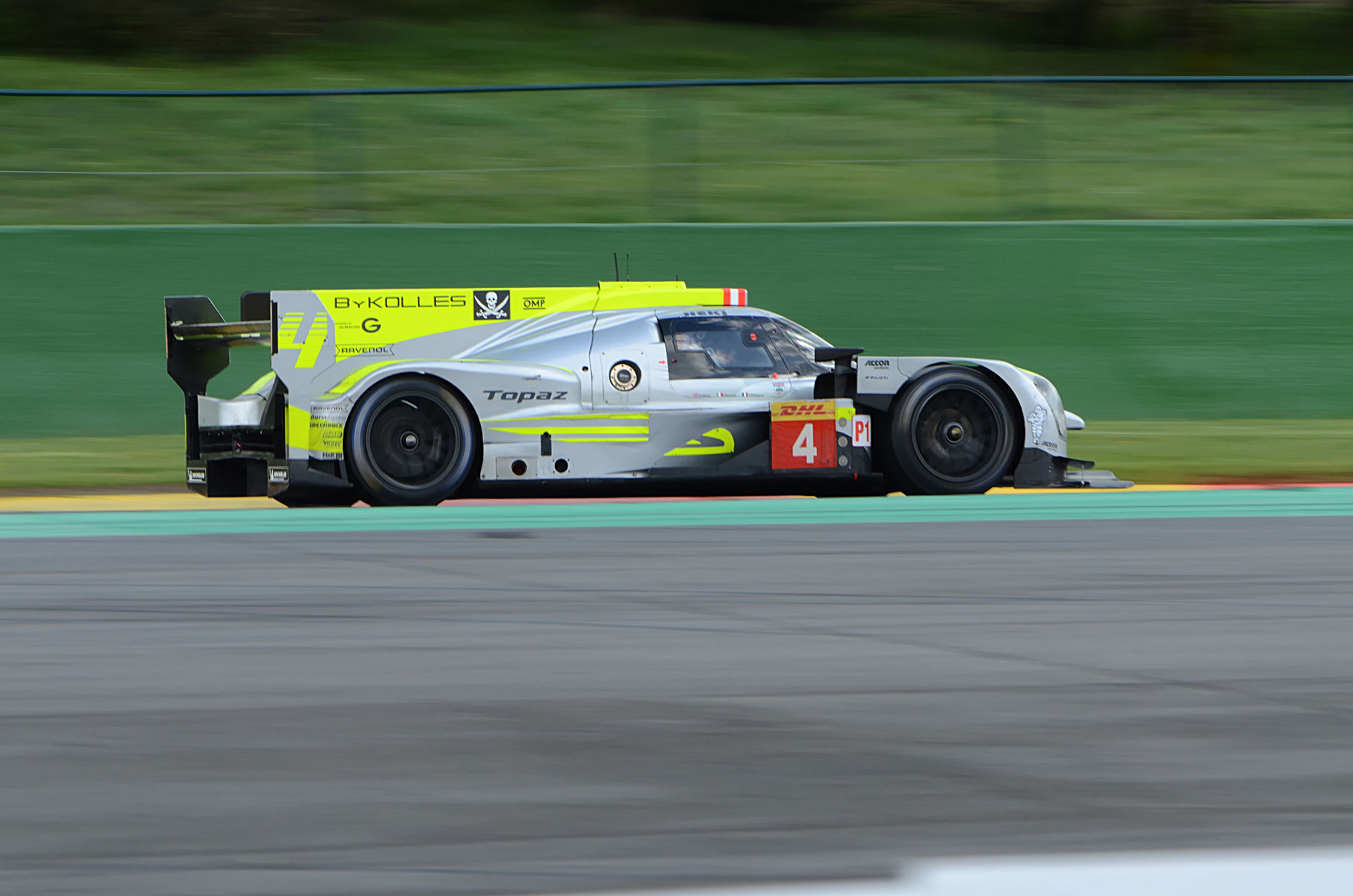
Tom Dillmann nel 2019 mentre guida la ENSO CLM P1/01 durante la 6 Ore di Spa-Francorchamps

Nel 2015 Dillmann partecipa a due round del Mondiale endurance nella classe LMP2 con il team Signatech Alpine. Il pilota francese insieme a Nelson Panciatici e Paul-Loup Chatin vincono la 6 Ore di Shanghai. L'anno seguente ha un'altra possibilità di tornare nel mondiale, sempre nella LMP2 corre con il team Extreme Speed Motorsports l'8 Ore del Bahrain.
Nel 2018 si unisce al team ByKolles Racing passando nella classe regina del WEC, la LMP1. Dillmann porta in pista la ENSO CLM P1/01 e ottiene un quarto posto nella 6 Ore di Spa-Francorchamps come miglior risultato. Per la stagione 2019-20 partecipa al Mondiale endurance con ByKolles solo per due gare, la 6 Ore di Spa-Francorchamps e la 24 Ore di Le Mans.
Dillmann nel 2021 oltre a fare il pilota di riserva in Formula E, rimane legato al team ByKolles Racing, diventano pilota di sviluppo insieme a Esteban Guerrieri della Vanwall LMH, la Le Mans Hypercar del team tedesco.

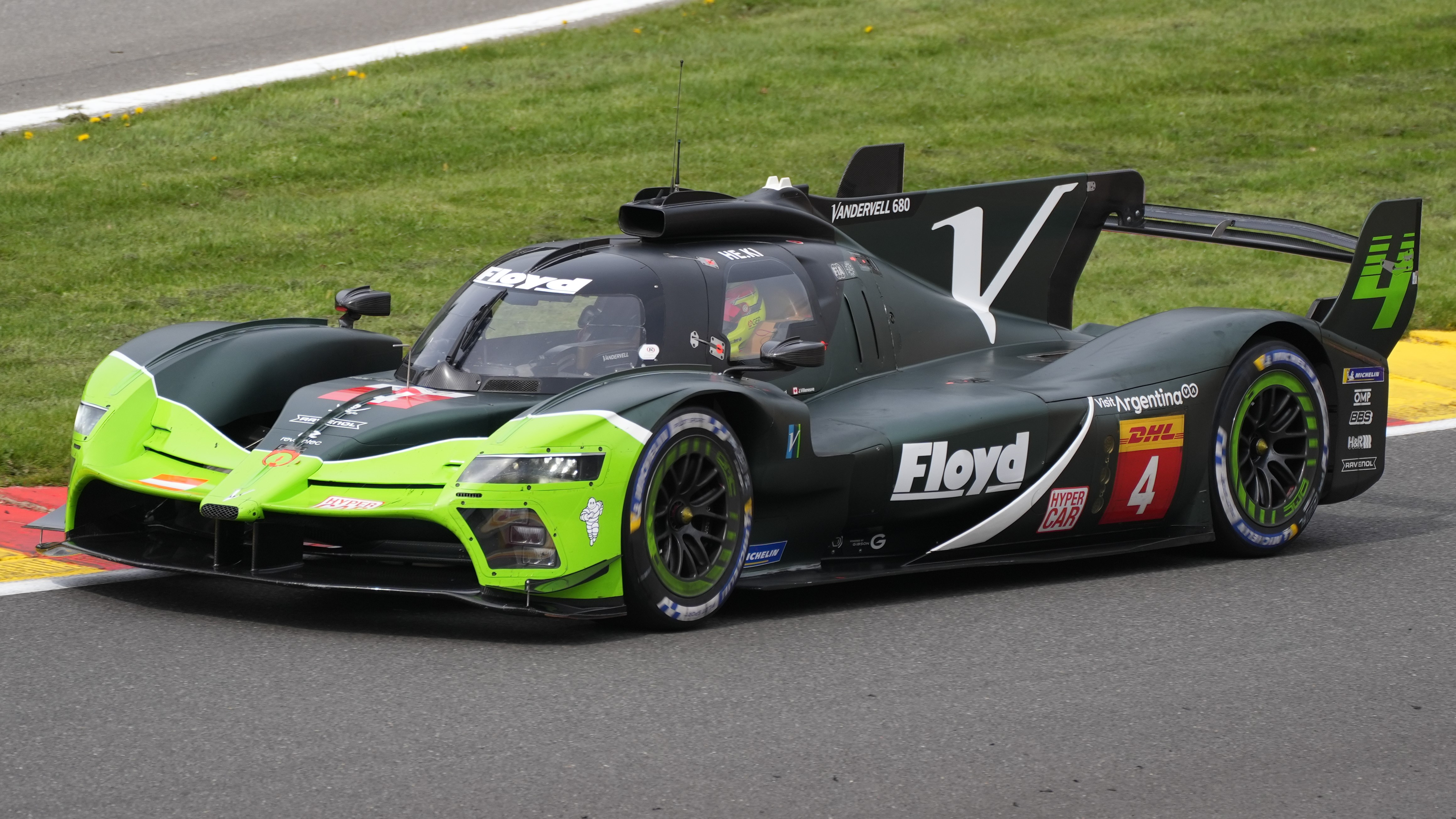
La Vanwall Vandervell 680 di Dillmann durante la 6 ore di Spa 2023

Nel 2022 oltre in vari test della Vanwall LMH su diversi circuiti d'Europa, Dillmann partecipa alla Le Mans Cup in coppia con Alexander Mattschull, guidando la Ligier JS P320 del team Racing Spirit of Lé Man. Il duo vincono la prima corsa al Paul Ricard, si ripetono anche vincendo la prima gara del doppio round di Le Mans. La terza vittoria stagionale arriva a Monza superando negli ultimi giri la P320 guidata da Charles Milesi. Grazie anche al terzo posto a Portimão il duo si laurea campione.
Per la stagione 2023 del WEC la rinominata Vanwall Vandervell 680 viene accettata nel campionato, Dillmann viene scelto come pilota insieme a Guerrieri e il campione del mondo di Formula 1, Jacques Villeneuve. Dopo le prime tre corse della stagione e la 24 Ore di Le Mans, Dillmann decide di lasciare il team ed viene sostituito da João Paulo de Oliveira.
Dopo il WEC partecipa con il team DKR Engineering alla Asian Le Mans Series 2023-2024. Per il resto della stagione si unisce al Inter Europol Competition correndo nella European Le Mans Series e nella 24 Ore di Daytona, gara valida per il Campionato IMSA WeatherTech SportsCar.
Nel 2025 prenderà parte alla 24 Ore di Daytona con la Oreca LMP2 07 di Inter Europol Competition. Per il resto della stagione rimase con il team polacco guidando per l'European Le Mans Series.

## Risultati

### Sommario
| Anno    | Serie                                | Team                              | Gare         | Vittorie     | Pole         | Gpv          | Podi         | Punti        | Pos.         |
| ------- | ------------------------------------ | --------------------------------- | ------------ | ------------ | ------------ | ------------ | ------------ | ------------ | ------------ |
| 2004    | Formula Renault 1.6 belgian          | Tom Team                          | 14           | 1            | 0            | 2            | 2            | 147          | 5º           |
| 2004    | Formula Renault Monza                | Tom Team                          | 4            | 0            | 0            | 0            | 0            | 28           | 14º          |
| 2004    | Formula Junior 1600 Spain            | Tom Team                          | 2            | 0            | 0            | 0            | 1            | 0            | N.C.†        |
| 2005    | Eurocup Formula Renault 2.0          | SG Formula                        | 10           | 0            | 0            | 0            | 0            | 0            | 37º          |
| 2005    | Eurocup Formula Renault 2.0          | Cram Competition                  | 10           | 0            | 0            | 0            | 0            | 0            | 37º          |
| 2005    | Formula Renault francese             | MC Racing                         | 5            | 0            | 0            | 0            | 0            | 0            | 30º          |
| 2006    | Eurocup Formula Renault 2.0          | SG Formula                        | 14           | 0            | 0            | 2            | 3            | 61           | 8º           |
| 2006    | Formula Renault francese             | SG Formula                        | 9            | 2            | 1            | 2            | 2            | 34           | 10º          |
| 2007    | Formula 3 Euro Series                | ASM Formule 3                     | 18           | 0            | 0            | 0            | 3            | 23           | 9º           |
| 2007    | Masters di Formula 3                 | ASM Formule 3                     | 1            | 0            | 0            | 0            | 0            | N/A          | N.C.         |
| 2008    | Formula 3 Euro Series                | SG Formula                        | 8            | 0            | 0            | 0            | 1            | 8            | 18º          |
| 2008    | Formula 3 Euro Series                | Jo Zeller Racing                  | 8            | 0            | 0            | 0            | 1            | 8            | 18º          |
| 2008    | Formula 3 italiana                   | Europa Corse                      | 6            | 0            | 0            | 1            | 4            | 29           | 7º           |
| 2008    | Masters di Formula 3                 | Jo Zeller Racing                  | 1            | 0            | 0            | 0            | 0            | N/A          | 16º          |
| 2009    | Formula 3 Euro Series                | HBR Motorsport                    | 8            | 0            | 0            | 0            | 0            | 0            | 30º          |
| 2009    | Formula 3 Euro Series                | Prema Powerteam                   | 8            | 0            | 0            | 0            | 0            | 0            | 30º          |
| 2009    | F3 tedesca                           | Neuhauser Racing                  | 6            | 3            | 3            | 2            | 5            | 49           | 6º           |
| 2010    | Formula 3 italiana                   | Scuderia Victoria                 | 5            | 0            | 0            | 1            | 1            | 22           | 13º          |
| 2010    | Formula 3 italiana                   | EuroInternational                 | 5            | 0            | 0            | 1            | 1            | 22           | 13º          |
| 2010    | F3 tedesca                           | HS Technik                        | 18           | 6            | 7            | 10           | 9            | 120          | 1º           |
| 2011    | GP3 Series                           | Carlin                            | 14           | 0            | 1            | 0            | 1            | 15           | 14º          |
| 2011    | GP3 Series                           | Addax Team                        | 14           | 0            | 1            | 0            | 1            | 15           | 14º          |
| 2011    | Formula 3 Euro Series                | Carlin                            | 6            | 0            | 0            | 0            | 1            | 0            | N.C.†        |
| 2011    | Formula 3 Euro Series                | Motopark                          | 6            | 0            | 0            | 0            | 1            | 0            | N.C.†        |
| 2011    | Trofeo Internazionale di Formula 3   | Carlin                            | 3            | 0            | 0            | 0            | 0            | 0            | N.C.†        |
| 2011    | Trofeo Internazionale di Formula 3   | Motopark                          | 3            | 0            | 0            | 0            | 0            | 0            | N.C.†        |
| 2011    | Finali GP2                           | iSport International              | 2            | 0            | 0            | 0            | 1            | 7            | 6º           |
| 2011    | Formula 3 tedesca - Coppa            | STROMOS Artline                   | 2            | 0            | 0            | 0            | 0            | 0            | N.C.         |
| 2011    | Formula 3 tedesca                    | STROMOS Artline                   | 2            | 1            | 2            | 2            | 2            | 16           | 5º           |
| 2012    | GP2 Series                           | Rapax Team                        | 14           | 1            | 0            | 0            | 1            | 29           | 15º          |
| 2013    | GP2 Series                           | Russian Time                      | 22           | 0            | 1            | 2            | 2            | 92           | 10º          |
| 2014    | GP2 Series                           | Arden International/MP Motorsport | 8            | 0            | 0            | 1            | 1            | 18           | 19º          |
| 2014    | Porsche Supercup                     | Lechner Racing Team               | 1            | 0            | 0            | 0            | 0            | 0            | NC†          |
| 2015    | WSR 3.5                              | Carlin Motorsport                 | 17           | 0            | 1            | 1            | 2            | 122          | 7°           |
| 2015    | WEC                                  | Signature Alpine                  | 2            | 1            | 1            | 0            | 1            | 38           | 13°          |
| 2015    | ADAC GT Masters                      | Bentley Team HTP                  | 4            | 0            | 1            | 0            | 0            | 17           | 30°          |
| 2015    | Blancpain Sprint Series              | Bentley Team HTP                  | 2            | 0            | 0            | 0            | 0            | 8            | 23°          |
| 2015    | Blancpain Sprint Series - Silver cup | Bentley Team HTP                  | 2            | 2            | 1            | 2            | 2            | 34           | 6°           |
| 2015–16 | Formula E                            | Team Aguri                        | Collaudatore | Collaudatore | Collaudatore | Collaudatore | Collaudatore | Collaudatore | Collaudatore |
| 2016    | Formula V8 3.5                       | AVF                               | 18           | 2            | 5            | 2            | 10           | 237          | 1°           |
| 2016    | Campionato del mondo endurance- LMP2 | Extreme Speed Motorsports         | 1            | 0            | 0            | 0            | 0            | 10           | 27°          |
| 2016–17 | Formula E                            | Venturi Grand Prix                | 7            | 0            | 0            | 0            | 0            | 12           | 19°          |
| 2017    | Blancpain GT Series Sprint Cup       | GRT Grasser Racing Team           | 2            | 0            | 0            | 0            | 0            | 0            | NC           |
| 2017    | Blancpain GT Series Endurance Cup    | GRT Grasser Racing Team           | 1            | 0            | 0            | 0            | 0            | 0            | NC           |
| 2017–18 | Formula E                            | Venturi Formula E Team            | 3            | 0            | 0            | 0            | 0            | 12           | 18°          |
| 2018    | Super Formula                        | UOMO Sunoco Team LeMans           | 5            | 0            | 0            | 0            | 0            | 5            | 14°          |
| 2018    | 24 Ore di Le Mans                    | ByKolles Racing Team              | 1            | 0            | 0            | 0            | 0            | N/A          | DNF          |
| 2018–19 | Formula E                            | NIO Formula E Team                | 13           | 0            | 0            | 1            | 0            | 0            | 23°          |
| 2018–19 | Campionato del mondo endurance       | ByKolles Racing Team              | 6            | 0            | 0            | 0            | 0            | 22.5         | 17°          |
| 2019    | 24 Ore di Le Mans                    | ByKolles Racing Team              | 1            | 0            | 0            | 0            | 0            | N/A          | DNF          |
| 2019–20 | Campionato del mondo endurance       | ByKolles Racing Team              | 2            | 0            | 0            | 0            | 0            | 0            | NC†          |
| 2020–21 | Formula E                            | Jaguar Racing                     | Terzo pilota | Terzo pilota | Terzo pilota | Terzo pilota | Terzo pilota | Terzo pilota | Terzo pilota |
| 2021    | Le Mans Cup - LMP3                   | Mühlner Motorsport                | 1            | 0            | 0            | 0            | 0            | 1            | 36°          |
| 2021–22 | Formula E                            | Jaguar TCS Racing                 | Terzo pilota | Terzo pilota | Terzo pilota | Terzo pilota | Terzo pilota | Terzo pilota | Terzo pilota |
| 2022    | Le Mans Cup - LMP3                   | Racing Spirit of Léman            | 6            | 3            | 0            | 0            | 5            | 97           | 1°           |
| 2023    | Campionato del mondo endurance       | Floyd Vanwall Racing Team         | 3            | 0            | 0            | 0            | 0            | 6            | 17°          |
| 2023–24 | Asian Le Mans Series - LMP2          | DKR Engineering                   | 5            | 0            | 0            | 0            | 2            | 62           | 5°           |
| 2023–24 | Formula E                            | Jaguar TCS Racing                 | Terzo pilota | Terzo pilota | Terzo pilota | Terzo pilota | Terzo pilota | Terzo pilota | Terzo pilota |
| 2024    | European Le Mans Series - LMP2       | Inter Europol Competition         | 6            | 1            | 0            | 0            | 2            | 81           | 2°           |
| 2024    | IMSA - LMP2                          | Inter Europol                     | 7            | 1            | 1            | 1            | 3            | 2227         | 1°           |
| 2024–25 | Asian Le Mans Series - LMP2          | Proton Competition                |              |              |              |              |              | *            |              |
| 2024–25 | Formula E                            | Jaguar TCS Racing                 | Terzo pilota | Terzo pilota | Terzo pilota | Terzo pilota | Terzo pilota | Terzo pilota | Terzo pilota |

† — Poiché Dillman era una wild card, non poté prendere punti.
* Stagione in corso.

### Risultati Formula 3 Euro Series
(legenda) (Le gare in grassetto indicano la pole position) (Gare in corsivo indicano Gpv)
| Anno | Team                                      | Telaio                            | Motore     | 1          | 2          | 3        | 4        | 5         | 6        | 7       | 8         | 9         | 10       | 11       | 12       | 13       | 14        | 15      | 16    | 17        | 18        | 19        | 20         | Punti | Pos. |
| ---- | ----------------------------------------- | --------------------------------- | ---------- | ---------- | ---------- | -------- | -------- | --------- | -------- | ------- | --------- | --------- | -------- | -------- | -------- | -------- | --------- | ------- | ----- | --------- | --------- | --------- | ---------- | ----- | ---- |
| 2007 | ASM Formule 3                             | Dallara F307/012                  | Mercedes   | HOC1 1 DNS | HOC1 2 DNS | BRH 1 10 | BRH 2 9  | NOR 1 4   | NOR 2 3  | MAG 1 9 | MAG 2 Rit | MUG 1 Rit | MUG 2 8  | ZAN 1 18 | ZAN 2 4  | NÜR 1 13 | NÜR 2 Rit | CAT 1 3 | CAT 2 | NOG 1 Rit | NOG 2 19  | HOC2 1 17 | HOC2 2 14  | 37    | 8º   |
| 2008 | SG Formula (1-6) Jo Zeller Racing (11-12) | Dallara F308/014 Dallara F308/044 | Mercedes   | HOC1 1 Ret | HOC1 2 15  | MUG 1 16 | MUG 2 27 | PAU 1 Rit | PAU 2 25 | NOR 1   | NOR 2     | ZAN 1     | ZAN 2    | NÜR 1 3  | NÜR 2 5  | BRH 1    | BRH 2     | CAT 1   | CAT 2 | LMS 1     | LMS 2     | HOC2 1    | HOC2 2     | 8     | 18º  |
| 2009 | HBR Motorsport Prema (17-18)              | Dallara F308/021 Dallara F308/015 | Mercedes   | HOC1 1     | HOC1 2     | LAU 1    | LAU 2    | NOR 1     | NOR 2    | ZAN 1   | ZAN 2     | OSC 1 25  | OSC 2 22 | NÜR 1 22 | NÜR 2 14 | BRH 1    | BRH 2     | CAT 1   | CAT 2 | DIJ 1 19  | DIJ 2 Rit | HOC2 1 15 | HOC2 2 Rit | 0     | 30º  |
| 2011 | Motopark Academy (4-6) Carlin (10-12)     | Dallara F308/006 Dallara F308/056 | Volkswagen | LEC 1      | LEC 2      | LEC 3    | HOC 1 12 | HOC 2 10  | HOC 3 8  | ZAN 1   | ZAN 2     | ZAN 3     | RBR 1 4  | RBR 2 12 | RBR 3    | NOR 1    | NOR 2     | NOR 3   | NÜR 1 | NÜR 2     | NÜR 3     | SIL 1     | SIL 2      | 0     | NC†  |

† Dillmann era un pilota ospite, non idoneo a prendere punti

### Risultati GP3 Series
(legenda) (Le gare in grassetto indicano la pole position) (Gare in corsivo indicano Gpv)
| Anno    | Team                                 | 1   | 2   | 3   | 4   | 5   | 6   | 7   | 8   | 9   | 10  | 11  | 12  | 13  | 14  | 15  | 16  | Punti | Pos. |
| ------- | ------------------------------------ | --- | --- | --- | --- | --- | --- | --- | --- | --- | --- | --- | --- | --- | --- | --- | --- | ----- | ---- |
| 2011    | Carlin (1-2) Barwa Addax Team (5-16) | TUR | TUR | ESP | ESP | VAL | VAL | GBR | GBR | GER | GER | HUN | HUN | BEL | BEL | ITA | ITA | 15    | 14º  |
| 2011    | Carlin (1-2) Barwa Addax Team (5-16) | 3   | 9   |     |     |     |     |     |     |     |     |     |     |     |     |     |     | 15    | 14º  |
| 2011    | Carlin (1-2) Barwa Addax Team (5-16) |     |     |     |     | 20  | Rit | Rit | 25† | 22  | 5   | 7   | 22  | 6   | Rit | Rit | 9   | 15    | 14º  |
| Legenda |                                      |     |     |     |     |     |     |     |     |     |     |     |     |     |     |     |     |       |      |

- † Non finisce la gara, ma viene comunque classificato avendo completato più del 90% della distanza.

### Risultati GP2 Series
(legenda) (Le gare in grassetto indicano la pole position) (Gare in corsivo indicano Gpv)
| Anno    | Team            | 1   | 2   | 3   | 4   | 5   | 6   | 7   | 8   | 9   | 10  | 11  | 12  | 13  | 14  | 15  | 16  | 17  | 18  | 19  | 20  | 21  | 22  | 23  | 24  | Punti | Pos. |
| ------- | --------------- | --- | --- | --- | --- | --- | --- | --- | --- | --- | --- | --- | --- | --- | --- | --- | --- | --- | --- | --- | --- | --- | --- | --- | --- | ----- | ---- |
| 2012    | Rapax           | SEP | SEP | BHR | BHR | BHR | BHR | BAR | BAR | MON | MON | VLC | VLC | SIL | SIL | HOC | HOC | HUN | HUN | SPA | SPA | MZA | MZA | SIN | SIN | 29    | 15º  |
| 2012    | Rapax           | 18  | 11  | 6   | 10  | 8   | 1   | 22  | 12  | 11  | Rit | Rit | 12  |     |     | 9   | Rit |     |     |     |     |     |     |     |     | 29    | 15º  |
| 2013    | Russian Time    | MAL | MAL | BAH | BAH | SPA | SPA | MON | MON | GBR | GBR | GER | GER | UNG | UNG | BEL | BEL | ITA | ITA | SIN | SIN | ABU | ABU |     |     | 92    | 10º  |
| 2013    | Russian Time    | 14  | 11  | 8   | 4   | 5   | 26  | 11  | 25  | 3   | 6   | 8   | Rit | 20  | 11  | 5   | 9   | 3   | 5   | 6   | 14  | Rit | NP  |     |     | 92    | 10º  |
| 2014    | Caterham Racing | MAL | MAL | BAH | BAH | SPA | SPA | MON | MON | GBR | GBR | GER | GER | UNG | UNG | BEL | BEL | ITA | ITA | SIN | SIN | ABU | ABU |     |     | 18    | 19º  |
| 2014    | Caterham Racing |     |     | 8   | 3   |     |     |     |     |     |     | 12  | 9   | 9   | 19† | 12  | 9   |     |     |     |     |     |     |     |     | 18    | 19º  |
| Legenda |                 |     |     |     |     |     |     |     |     |     |     |     |     |     |     |     |     |     |     |     |     |     |     |     |     |       |      |

### Risultati Formula E
| Stagione | Squadra            | Vettura                   | 1   | 2   | 3   | 4   | 5   | 6   | 7   | 8   | 9   | 10  | 11  | 12  | 13  | Punti | Pos |
| -------- | ------------------ | ------------------------- | --- | --- | --- | --- | --- | --- | --- | --- | --- | --- | --- | --- | --- | ----- | --- |
| 2016-17  | Venturi Grand Prix | Spark-Venturi VM200 FE-02 | HKG | MAR | BUE | MEX | MON | PAR | BER | BER | NYC | NYC | MTL | MTL |     | 12    | 19º |
| 2016-17  | Venturi Grand Prix | Spark-Venturi VM200 FE-02 |     |     |     |     |     | 8   | 19  | 15  | 13  | 7   | 10  | 10  |     | 12    | 19º |
| 2017-18  | Venturi Grand Prix | Spark-Venturi VM200 FE-03 | HKG | HKG | MAR | SAN | MEX | PDE | ROM | PAR | BER | ZUR | NYC | NYC |     | 12    | 18º |
| 2017-18  | Venturi Grand Prix | Spark-Venturi VM200 FE-03 |     |     |     |     |     |     |     |     | 13  |     | 4   | Rit |     | 12    | 18º |
| 2018-19  | NIO Formula E Team | Spark-NIO Sport 004       | DIR | MAR | SAN | MEX | HKG | SAY | ROM | PAR | MON | BER | BRN | NYC | NYC | 0     | 23° |
| 2018-19  | NIO Formula E Team | Spark-NIO Sport 004       | 14  | 17  | Rit | 15  | 12  | 12  | 15  | Rit | 14  | 19  | 15  | Rit | 14  | 0     | 23° |
| Legenda  |                    |                           |     |     |     |     |     |     |     |     |     |     |     |     |     |       |     |

### Risultati nella 24 ore di Le Mans

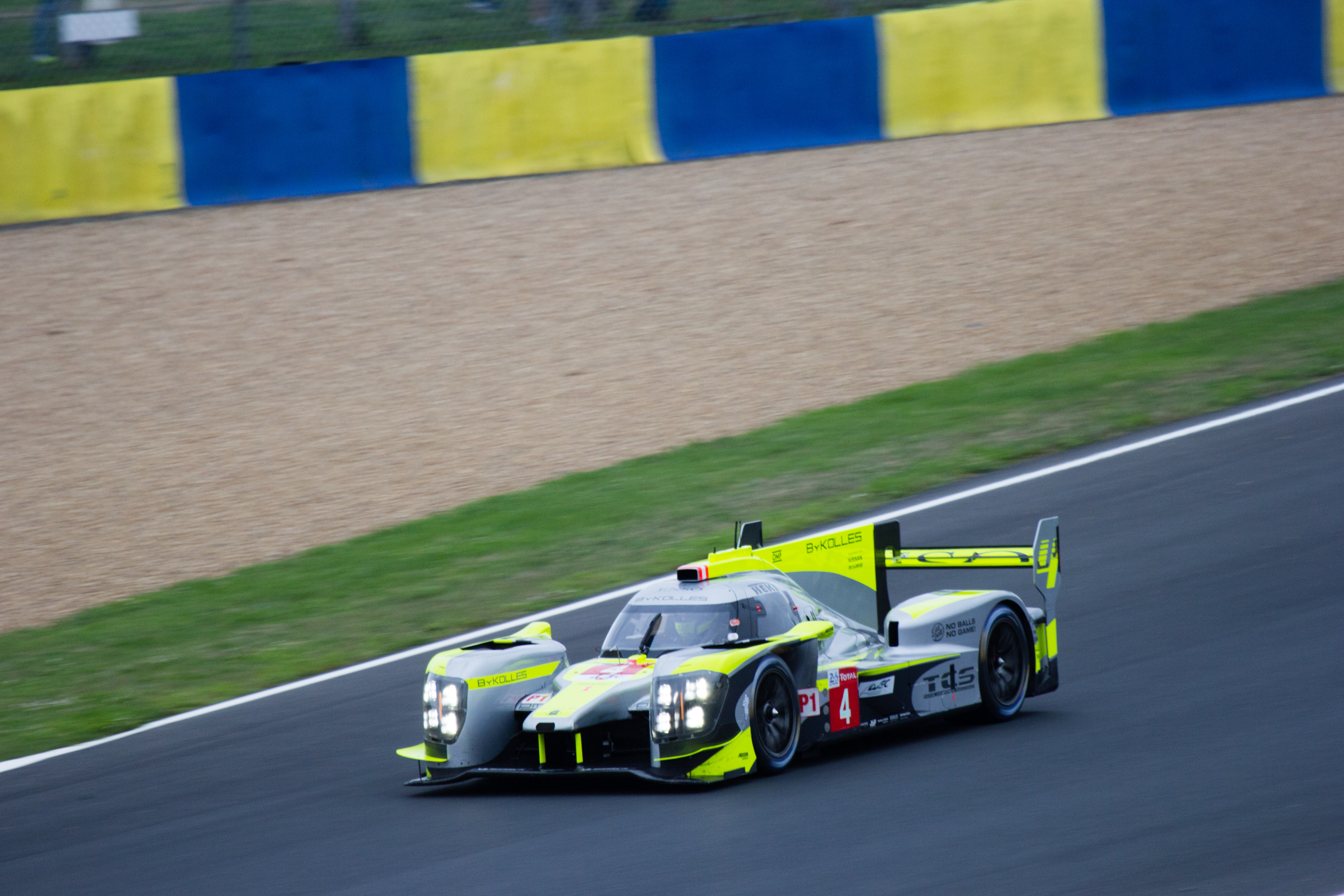
Dillmann durante la 24 Ore di Le Mans 2018

| Anno | Team                      | Co-piloti                         | Auto                   | Classe   | Giri | Pos. | Pos Cat. |
| ---- | ------------------------- | --------------------------------- | ---------------------- | -------- | ---- | ---- | -------- |
| 2018 | ByKolles Racing           | Oliver Webb Dominik Kraihamer     | ENSO CLM P1/01         | LMP1     | 65   | Rit  | Rit      |
| 2019 | ByKolles Racing           | Oliver Webb Paolo Ruberti         | ENSO CLM P1/01         | LMP1     | 163  | Rit  | Rit      |
| 2020 | ByKolles Racing           | Oliver Webb Bruno Spengler        | ENSO CLM P1/01         | LMP1     | 97   | Rit  | Rit      |
| 2023 | Floyd Vanwall Racing Team | Esteban Guerrieri Tristan Vautier | Vanwall Vandervell 680 | Hypercar | 165  | Rit  | Rit      |
| 2025 | Inter Europol Competition | Jakub Śmiechowski Nick Yelloly    | Oreca 07-Gibson        | LMP2     | 367  | 19°  | 1°       |

### Risultati WEC
| Anno    | Squadra                   | Classe   | Vettura                | SIL | SPA | LMS | NÜR | COA | FUJ | SHA | BHR |     | Punti | Pos. |
| ------- | ------------------------- | -------- | ---------------------- | --- | --- | --- | --- | --- | --- | --- | --- | --- | ----- | ---- |
| 2015    | Signatech Alpine          | LMP2     | Alpine A450b           |     |     |     |     |     |     | 1   | 4   |     | 38    | 13º  |
| Anno    | Squadra                   | Classe   | Vettura                | SIL | SPA | LMS | NÜR | MEX | COA | FUJ | SHA | BHR | Punti | Pos. |
| 2016    | Extreme Speed Motorsports | LMP2     | Ligier JS P2           |     |     |     |     |     |     |     |     | 5   | 10    | 27º  |
| Anno    | Squadra                   | Classe   | Vettura                | SPA | LMS | SIL | FUJ | SHA | SEB | SPA | LMS |     | Punti | Pos. |
| 2018-19 | ByKolles Racing           | LMP1     | ENSO CLM P1/01         | 4   | Rit |     | 5   | Rit |     | 14  | Rit |     | 22.5  | 17º  |
| Anno    | Squadra                   | Classe   | Vettura                | SIL | FUJ | SHA | BHR | COA | SPA | LMS | BHR |     | Punti | Pos. |
| 2019-20 | ByKolles Racing           | LMP1     | ENSO CLM P1/01         |     |     |     |     |     | 11  | Rit |     |     | 0†    | NC†  |
| Anno    | Squadra                   | Classe   | Vettura                | SEB | ALG | SPA | LMS | MON | FUJ | BHR |     |     | Punti | Pos. |
| 2023    | Floyd Vanwall Racing Team | Hypercar | Vanwall Vandervell 680 | 8   | Rit | Rit | Rit |     |     |     |     |     | 6     | 17°  |
| Legenda |                           |          |                        |     |     |     |     |     |     |     |     |     |       |      |

† Dillmann era un pilota ospite, non idoneo a prendere punti.

### Risultati Le Mans Cup
| Anno    | Squadra                 | Classe | Vettura            | BAR | LEC | MON | LMS | LMS | SPA | POR | Punti | Pos. |
| ------- | ----------------------- | ------ | ------------------ | --- | --- | --- | --- | --- | --- | --- | ----- | ---- |
| 2021    | Mühlner Motorsport      | LMP2   | Duqueine M30 - D08 | 10  |     |     |     |     |     |     | 1     | 36º  |
| Anno    | Squadra                 | Classe | Vettura            | LEC | IMO | LMS | LMS | MON | SPA | POR | Punti | Pos. |
| 2022    | Racing Spirit of Lé Man | LMP2   | Ligier JS P320     | 1   | 12  | 1   | 3   | 1   | 6   | 3   | 97    | 1º   |
| Legenda |                         |        |                    |     |     |     |     |     |     |     |       |      |

### Risultati nella ALMS
| Anno      | Squadra         | Classe | Vettura  | SEP | SEP | DUB | ABU | ABU | Punti | Pos. |
| --------- | --------------- | ------ | -------- | --- | --- | --- | --- | --- | ----- | ---- |
| 2023-2024 | DKR Engineering | LMP2   | Oreca 07 | 3   | 6   | 4   | 3   | 4   | 62    | 5°   |
| Legenda   |                 |        |          |     |     |     |     |     |       |      |

### Risultati nel ELMS
| Anno    | Squadra                   | Classe | Vettura  | BAR | LEC | IMO | SPA | MUG | ALG | Punti | Pos. |
| ------- | ------------------------- | ------ | -------- | --- | --- | --- | --- | --- | --- | ----- | ---- |
| 2024    | Inter Europol Competition | LMP2   | Oreca 07 | 6   | 1   | 4   | 2   | 8   | 4   | 81    | 2°   |
| Legenda |                           |        |          |     |     |     |     |     |     |       |      |

*Stagione in corso.

### Risultati nel IMSA
| Anno    | Team                                        | Classe | Vettura  | 1     | 2     | 3     | 4     | 5     | 6   | 7   | Punti | Pos. |
| ------- | ------------------------------------------- | ------ | -------- | ----- | ----- | ----- | ----- | ----- | --- | --- | ----- | ---- |
| 2024    | Inter Europol con PR1/Mathiasen Motorsports | LMP2   | Oreca 07 | DAY 4 | SEB 6 | WGL 3 | MOS 1 | ELK 7 | IMS | PET | 1564* |      |
| Legenda |                                             |        |          |       |       |       |       |       |     |     |       |      |

* Stagione in corso.

### Risultati 24 Ore di Daytona
| Anno | Team                 | Co-piloti                                       | Auto     | Classe | Giri | Pos. | Class Pos. |
| ---- | -------------------- | ----------------------------------------------- | -------- | ------ | ---- | ---- | ---------- |
| 2024 | Inter Europol by PR1 | Nick Boulle Pietro Fittipaldi Jakub Śmiechowski | Oreca 07 | LMP2   | 767  | 12º  | 4º         |